# Asadabad (Hamadan)
Asadabad (persiska: اسد آباد) är en stad i Iran. Den ligger i provinsen Hamadan, i den nordvästra delen av landet, 1 596 meter över havet, och antalet invånare är 59 617. Staden är administrativt centrum för delprovinsen (shahrestan) Asadabad.